# The Score (Fugees)
The Score is het tweede (tevens laatste) en succesvolste album van de Fugees.
Het album werd uitgebracht door Columbia Records in 1995. De geschatte verkoop is ca. 18 miljoen (2008). Daarmee is het een van de meest verkochte hiphopalbums aller tijden. Het is ook het bestverkochte album van 1996.

## Nummers
1. Red Intro
2. How Many Mics
3. Ready or Not
4. Zealots
5. The Beast
6. Fu-Gee-La
7. Family Business
8. Killing Me Softly
9. The Score
10. The Mask
11. Cowboys
12. No Woman, No Cry
13. Manifest/Outro
14. Fu-Gee-La (Refugee Camp Remix)
15. Fu-Gee-La (Sly & Robbie Mix)
16. Mista Mista